# 드래곤 에이지 (영화)
드래곤 에이지(일본어: ドラゴンエイジ -ブラッドメイジの聖戦-→드래곤 에이지 -블러드 메이지의 성전-)는 2012년 공개된 미국의 애니메이션 영화로, 《드래곤 에이지: 오리진》을 원작으로 한다.

## 줄거리
성스러운 여왕과 챈트리 교단이 국가를 다스리며, 성기사단이 강한 힘으로 마법사들을 통제하는 올레이시아 제국. 가장 위험한 ‘블러드 메이지’ 집단은 마법사들을 위한 새 시대를 열기 위해 거대한 음모를 꾸민다. 최정예 기사단 ‘추적자’의 일원인 카산드라는 음모의 열쇠를 쥔 마법 소녀 아벡시스를 보호하려다가 오히려 반역자로 몰려 쫓기는 신세가 된다. 때마침 마법학회 마법사 갤리언을 만나게 된 카산드라는 그의 도움을 받아 블러드 메이지가 꾸미는 음모의 실체와 함께 챈트리 내부의 첩자를 추적한다. 한편, 블러드 메이지의 수장인 프레닉은 아벡시스가 불러낸 무시무시한 용들을 이끌고 세상 각지의 순례자들이 모이는 ‘10년의 회합’ 장소로 향하는데…
이제, 암흑의 세계를 꿈꾸는 블러드 메이지에 맞선 카산드라의 거대한 성전이 시작된다!

## 배역
- 카산드라 - 콜린 클리켄비어드 / 쿠리야마 치아키
- 리가리안 - J. 마이클 타텀 / 타니하라 쇼스케
- 프레닉 - 척 하버
- 나이트 커맨더 - 크리스토퍼 사바트 / 각트